# 查爾斯·韋斯雷·穆姆比里
查爾斯·穆姆比里（Charles Wesley Mumbere，1953年—）非洲國家烏干達的魯恩祖魯魯王國國王。
1962年，穆姆比里的父親穆基拉尼（Isaya Mukirane）領導巴康佐人從烏干達獨立，建立魯恩祖魯魯王國。穆姆比里13歲繼承魯恩祖魯魯王國王位，18歲開始執政。1984年，穆姆比里與烏干達政府達成協議，同意赴美留學，其後穆姆比里獲得美國政府的政治庇護。穆姆比里在美國讀書結婚生子，但生活困難，只得隱瞞國王身份在一間安老院做助護。
直至2009年烏干達總統约韦里·穆塞韦尼同意穆姆比里回國復位，魯恩祖魯魯王國成為烏干達的自治王國，並於2009年10月19日復位。